# Asociación de Combatientes de Yugoslavia
La Asociación de Combatientes de Yugoslavia (en esloveno: Združenje borcev Jugoslavije), conocida como Boj (una abreviatura que también significa "batalla"; los miembros eran conocidos en serbocroata como Bojovnici), era una organización nacionalista yugoslava en Banovina del Drava (Eslovenia) del Reino de Yugoslavia, activa entre 1930 y 1935. Fue establecida en 1929 como la Unión de Soldados Eslovenos (Zveza slovenskih vojakov) y luego renombrada en 1930 como Unión de Combatientes (Zveza bojevnikov). El movimiento apoyó la dictadura real del rey Alejandro I (declarada en 1929). Fue aprobada por la administración de Banovina del Drava en 1931. A finales de 1933, la organización pasó a llamarse "Asociación de Combatientes de Yugoslavia" (Združenje borcev Jugoslavije). Se fusionó con otras organizaciones, como Acción Yugoslava, que tenía su sede principalmente en Croacia, y grupos que estaban detrás de publicaciones como Zbor ("Consejo") y Otadžbina ("Patria") con sede en Belgrado, y Budjenje ("Despertar") en Zrenjanin, para formar el Movimiento Nacional Yugoslavo dirigido por Dimitrije Ljotić a principios de 1935.